# Viera Martinčicová
Viera Martinčicová (* 29. května 1947) byla slovenská a československá politička, bezpartijní poslankyně Slovenské národní rady a Sněmovny národů Federálního shromáždění za normalizace.

## Biografie
Ve volbách roku 1981 se stala poslankyní Slovenské národní rady.
K roku 1986 se profesně uvádí jako dělnice. Ve volbách roku 1986 zasedla do slovenské části Sněmovny národů (volební obvod č. 98 - Šaštín-Stráže, Západoslovenský kraj). Ve Federálním shromáždění setrvala do ledna 1990, kdy rezignovala v rámci procesu kooptací do Federálního shromáždění po sametové revoluci.